# 巴羅達 (明尼蘇達州)
巴羅達（英語：Baroda）是位於美國明尼蘇達州法里博縣克拉克鎮區的一個非建制地區。

## 地理
巴羅達所處的海拔為高於海平面361米（即1184英呎），而該地所採用的時區為UTC-6，即北美中部時區（CST）。同時該地設有夏令時間，為UTC-6調快一小時，即UTC-5（CDT）。